# The Witness (Love, Death & Robots)
The Witness (La testigo en España y Testigo en Hispanoamérica) es el tercer episodio de la primera temporada de Love, Death & Robots, escrito y dirigido por Alberto Mielgo, siendo el primero de 3 episodios de la serie que no está basado en una historia corta, los otros 2 son Punto ciego y Jíbaro. Es el episodio número 3 de la serie en general. El episodio trata de una mujer que huye de un hombre, luego que lo vio asesinar a otra persona. Se estrenó el 15 de marzo del 2019 en Netflix.

## Argumento
El episodio comienza con una mujer que se aplica el lápiz labial en un espejo cuando se puede escuchar a un hombre y otra mujer peleando en el edificio del frente. La mujer escucha disparos desde una ventana abierta y presumiblemente es testigo de cómo un hombre asesina a alguien. La mujer trata de cerrar silenciosamente la ventana, pero chirría fuertemente alertando al hombre ensangrentado de que alguien estaba mirando. El hombre se sorprende cuando se da cuenta de la mujer y mira hacia abajo para ver a una mujer desnuda casi idéntica muerta frente a él. La mujer huye de su habitación de hotel y el hombre la persigue apresuradamente. Se las arregla para evadir al hombre y se esconde en un taxi donde se pone en contacto con la policía, pero no puede darle ningún detalle al operador y cuelga cuando se le pregunta dónde ocurrió el asesinato. Ella toma el taxi a su trabajo para encontrarse con su jefe Vladimir mientras el hombre la sigue en secreto en otro taxi. Cuando la mujer llega al trabajo, su compañera de trabajo la lleva rápidamente a un vestuario vestida completamente de cuero. El compañero de trabajo ve al hombre que lo sigue y lo convence de entrar en el cabaret de gimp de cuero cuando el compañero de trabajo grita "bueno, ¿quieres ver un COÑO?". Después de enmascararse y cambiarse a un vestido suelto, la mujer comienza a actuar en el escenario, bailando y desnudándose mientras el hombre es acariciado y manoseado. Durante la actuación, la mujer se da cuenta del hombre y huye del escenario y el hombre, empujando los pegajosos gimps fuera de él, intenta seguirla.
Se pone un kimono suelto, recoge su ropa y huye hacia la habitación de su jefe Vladimir. Ella lo encuentra fuertemente drogado en la cama con varios gimps rodeándolo. La mujer saquea un cajón para encontrar una pistola y la esconde en su bolso. Cuando sale de su habitación, corre directamente hacia el hombre y le arroja la ropa, ralentizándolo, mientras comienza a correr por las calles. El hombre que la seguía le suplicaba que se detuviera y hablara con él. Corre por la ciudad y se esconde en un complejo de apartamentos. Ella comienza a subir las escaleras revisando las habitaciones hasta que encuentra una abierta, escondiéndose dentro y cerrando la puerta. El hombre que la sigue de cerca entra en el apartamento y sube las escaleras. Se acerca a la puerta cerrada en la que se esconde la mujer y saca las llaves de la habitación del apartamento para abrirla.
Cuando los dos se encuentran, él le suplica que solo quiere hablar, pero la mujer saca el arma y le apunta. El hombre se acerca lentamente y la lleva a un dormitorio donde va por el arma y los dos comienzan a pelear por ella mientras se escuchan disparos. Finalmente, los gritos y los disparos cesan y la mujer, ensangrentada y respirando con dificultad, mira al hombre muerto. Mientras recupera el aliento, de repente escucha una ventana chirriar fuertemente y mira hacia la ventana de una habitación de hotel donde ve al hombre que acaba de asesinar mirándola ensangrentado y desnudo (repitiendo así un ciclo diferente).

## Reparto de Voces
| Personaje          | Actor/Actriz original Estados Unidos | Actor/Actriz de doblaje Hispanoamérica | Actor/Actriz de doblaje España |
| ------------------ | ------------------------------------ | -------------------------------------- | ------------------------------ |
| Mujer              | Emily O'Brien                        | Erika Langarica                        | Sara Heras                     |
| Hombre / Asesino   | Ben Sullivan                         | Christian Strempler                    | Eduardo Bosch                  |
| Anfitrión          | Matt Yang King                       | Gustavo Bocardo                        | David Hernán                   |
| Vladimir           | Nolan North                          | Óscar Gómez                            | Pedro Tena                     |
| Oficial de policía | Anastasia Foster                     | Claudia Lumbreras                      | Mar Jorcano                    |

## Símbolos
Al finalizar el intro, se nos presenta una serie de 3 símbolos, siendo: Un corazón (❤), una equis (❌) y una cabeza robótica (🤖); reflejando amor, muerte y robots respectivamente. De ahí los símbolos cambian velozmente, acoplándose a la temática del episodio en cuestión, en cada episodio los símbolos son distintos. En The Witness nos presentan los siguientes símbolos:
- Una serpiente tragándose a sí misma (🐍)
- Una máscara rizada (👯‍)
- Un ojo (👁️)

## Lanzamiento
The Witness se estrenó el 15 de marzo de 2019 en Netflix junto con el resto de episodios que componen el volumen 1.

## Premios y nominaciones
| Año  | Premio                              | Categoría                                                                                     | Nominado(s) | Resultado | Ref.  |
| ---- | ----------------------------------- | --------------------------------------------------------------------------------------------- | --- | --------- | ----- |
| 2019 | Primetime Creative Arts Emmy Awards | Excelente programa animado de formato corto                                                   | David Fincher, Tim Miller, Jennifer Miller, Joshua Donen, Victoria Howard, Gennie Rim, Alberto Mielgo y Gabriele Pennacchioli | Ganadores | [ 1 ] |
| 2019 | Primetime Creative Arts Emmy Awards | Logro individual sobresaliente en animación (jurado)                                          | Alberto Mielgo (Diseñador de producción)                                                                                      | Ganador   | [ 2 ] |
| 2019 | Primetime Creative Arts Emmy Awards | Logro individual sobresaliente en animación (jurado)                                          | David Pate (animador de personajes)                                                                                           | Ganador   | [ 2 ] |
| 2020 | Premios Annie                       | Logro destacado en diseño de producción en una producción animada de televisión / transmisión | Alberto Mielgo | Ganador   | [ 3 ] |